# Habronattus neomexicanus
Habronattus neomexicanus är en spindelart som först beskrevs av Chamberlin 1925.  Habronattus neomexicanus ingår i släktet Habronattus och familjen hoppspindlar. Inga underarter finns listade i Catalogue of Life.